# Tony Bennett (cestista)
Anthony Guy Bennett, detto Tony (Green Bay, 1º giugno 1969), è un ex cestista e allenatore di pallacanestro statunitense, professionista nella NBA, Australia e in Nuova Zelanda.

## Carriera
È stato selezionato dagli Charlotte Hornets al secondo giro del Draft NBA 1992 (35ª scelta assoluta).
Con gli Stati Uniti ha disputato i Giochi panamericani de L'Avana 1991.

## Palmarès

### Allenatore
- Henry Iba Award (2007, 2015, 2018)
- Naismith College Coach of the Year (2007, 2018)
- Associated Press College Basketball Coach of the Year (2007, 2018)
- NABC Coach of the Year (2018)
- Campione NCAA (2019)
- Jim Phelan National Coach of the Year Award (2007)